# Jonathan Bornstein
Jonathan Bornstein (* 7. November 1984 in Torrance, Kalifornien) ist ein US-amerikanischer Fußballspieler, der als Verteidiger und Mittelfeldspieler eingesetzt wird. 

## Jugend und College
Bornstein besuchte die Los Alamitos High School in Los Alamitos, Kalifornien. Während seiner Zeit dort spielte er für die Fußballschulmannschaft. Nach seinem Abschluss wechselte er auf die Cal Poly Pomona, wo er zwei Jahre College Soccer spielte, ehe er 2004 zu den UCLA Bruins wechselte.

## Vereinskarriere
Am 20. Januar 2006 wurde er vom CD Chivas USA im MLS SuperDraft in der vierten Runde ausgewählt. Während seiner Zeit am College spielte er im Sturm, Chivas’ Trainer Bob Bradley setzte ihn aber als linken Verteidiger ein. Diese ersten Spiele bestritt er auf dieser Position, aber aufgrund von Verletzungen während der Saison wurde er auch zeitweise wieder im offensiven Teil der Mannschaft eingesetzt, so wie am 3. Juni 2006, als er im Spiel gegen den FC Dallas sein erstes Tor erzielte. Aufgrund seiner guten Leistungen während der Saison erhielt er den MLS Rookie of the Year Award. Ein Jahr später wurde er sogar in die beste Elf der Saison gewählt.
Während der Saison 2008 setzte ihn der damalige Trainer Preki wieder im offensiven Mittelfeld ein.
Im Juli 2010 gaben die Chivas bekannt, dass Bornstein nach Ende der Saison 2010 zu den UANL Tigres wechseln wird.
Die Portland Timbers sicherten sich in ihrem MLS Expansion Draft im November 2010 die Rechte an Bornstein. Sollte er vor Ablauf seines Vertrages in Mexiko in die USA zurückkehren wollen, würden die Timbers die Rechte an ihm halten.

## Nationalmannschaft
Bornstein gab sein Länderspieldebüt am 20. Januar 2007 gegen Dänemark. Er erzielte in diesem Spiel auch sein erstes Tor für die US-amerikanische Fußballnationalmannschaft. Sein erstes großes Turnier absolvierte er Sommer 2007 bei der Copa América.
2008 verlor er seinen Stammplatz in der Mannschaft an Heath Pearce und hatte mit einigen Verletzungen zu kämpfen.
Beim FIFA Confederations Cup 2009 war er Teil des Kaders und absolvierte alle Gruppenspiele, musste aber im weiteren Verlauf des Turniers wieder auf die Bank, als sich Carlos Bocanegra von seiner Verletzung erholt hatte.
Nachdem Confederations Cup ersetzte erhielt Bornstein seinen Stammplatz als linker Verteidiger zurück. Während der Qualifikation für die Fußball-Weltmeisterschaft 2010 erzielte gegen Costa Rica ein Tor. Damit sicherte er die Qualifikation für Honduras, wo er daraufhin als Held gefeiert wurde.
Bei der WM 2010 in Südafrika saß er die ersten beiden Gruppenspiele auf der Bank und wurde erst im letzten Spiel gegen Algerien eingesetzt. Im Achtelfinale gegen Ghana spielte er ebenfalls von Anfang an mit.

## Privat
Bornstein ist jüdischen Glaubens. Die Vorfahren seines Vaters kamen aus Rumänien und seine Mutter stammt aus Mexiko. Er nahm 2005 an der Makkabiade in Israel, als Mitglied der Fußballauswahl der USA, teil und erhielt am Ende die Silbermedaille mit der Mannschaft.